# 多田かおる
多田 かおる（ただ かおる、1960年9月25日 - 1999年3月11日）は、日本の漫画家。大阪府寝屋川市出身。女性。血液型A型。

## 来歴
大阪市立工芸高校図案科在学中の1977年、第3回別冊マーガレット新人長編マンガ賞佳作受賞（「琴美の婚約者」）。同年、『キッスの代償!?』でデビュー。初の雑誌掲載で読者アンケート1位となる。また、デビュー作から遺作まで22年間、『別冊マーガレット』や『デラックスマーガレット』のみで作品発表した。同誌出身者である、くらもちふさこや聖千秋らと親交が深かった。
1985年5月10日、バンド・PRESENCEのボーカル（当時）で現在は音楽プロデューサーの西川茂と結婚した。卵巣嚢腫を患ったために妊娠は絶望的であったが妊娠し、1989年2月7日に長男を出産した。
得意料理は「ブタの角煮」「ハンバーグ」「おでん」「たまご焼」「カレー」。
ジョディ・フォスターの熱狂的なファンとしても知られ、とんねるずが司会を務める公開オークション番組『ハンマープライス』に一般客として参加し、フォスターの書き初めを落札した。
ラジオ番組『ぬかるみの世界』で生放送中、電話口で号泣した。
『イタズラなKiss』連載中の1999年3月11日、脳内出血により急逝した。38歳没。未完となった同作は後年のテレビアニメ化の際、生前の構想メモを元にした結末が追加され、完結した。脳内出血の原因は同年2月21日、引っ越し作業中に大理石のテーブルに頭を打ちつけたことが原因とされていたが、映画『イタズラなKiss THE MOVIE』公開時のパンフレットでは頭を強打した際に「脳腫瘍が破裂して脳内出血を起こしたことが死因であった」とされている。
まつもと泉に画風の影響を与えている。

## 作品
- ピシッとせえよ!!ピシッと…!!（全1巻）
- あこがれ色のキャンバスに…（全1巻）
- 金太クンにご用心!（全1巻、文庫版全1巻）
- かわいいオジさま♥（全1巻）
- ミーハー♥パラダイス（全2巻）
- 学園マジック（全2巻）
- 愛してナイト（全7巻、愛蔵版全3巻、文庫版（旧）全2巻、文庫版全4巻）
- 愛し恋しのマノン!（全1巻、文庫版全1巻）
- はるるよ!恋（全1巻）
- ティーンズ・ブラボー（全1巻）
- カッコつけんなよ!!（全1巻）
- 「デボラ」シリーズ
  - さびしがりやのデボラ（全1巻）
  - きまぐれエンジェル（全1巻）
  - 君の名はデボラ（全2巻）
  - 【改題】デボラがライバル（全4巻、文庫版全2巻） - 上記3作品を再編集したもの。
- イタズラなKiss（全23巻、文庫版全14巻）
- 多田かおる傑作集  (文庫全4巻）
- 多田かおるthe best（全1巻）

### 他メディア化
- アニメ
  - 愛してナイト（1983年）
  - イタズラなKiss（2008年）
- 映画
  - デボラがライバル（1997年）
- ドラマ
  - イタズラなKiss（1996年、テレビ朝日）
  - イタズラなKiss〜惡作劇之吻〜（2005年、台湾ドラマ）
  - イタズラなKissII〜惡作劇2吻〜（2007年、台湾ドラマ） - 上記続編
  - イタズラなKiss〜Playful Kiss（2010年、韓国ドラマ）
  - イタズラなKiss〜Love in TOKYO（2013年、フジテレビTWO）
  - イタズラなKiss〜Miss In Kiss（2016年、台湾ドラマ）
- ネットシネマ
  - 愛してナイト（2004年）
- 舞台
  - 舞台版 イタズラなKiss 〜恋の味方の学園伝説〜
  - 舞台版 イタズラなKiss 〜卒業編〜
- CDドラマ
  - イタズラなKiss（2005年）
- ノベライズ
  - 「イタズラなKiss」全2巻　集英社コバルト文庫（文：原田紀）